# L'Épée de vérité
 (janvier 2016).
Si vous disposez d'ouvrages ou d'articles de référence ou si vous connaissez des sites web de qualité traitant du thème abordé ici, merci de compléter l'article en donnant les références utiles à sa vérifiabilité et en les liant à la section « Notes et références ».
L'Épée de vérité (titre original : The Sword of Truth) est une série de romans de high fantasy écrite par le romancier américain Terry Goodkind. Elle raconte l'histoire de Richard Cypher, un guide forestier, et de ses compagnons, Kahlan Amnell, Zeddicus Zul'Zorander, et bien d'autres, à travers un monde assez sombre toujours menacé par la destruction ou l'asservissement.
Les livres sont publiés en France par les éditions Bragelonne au rythme d'un tome par an et sont réédités par les éditions France Loisirs. Le premier tome a aussi paru aux éditions J'ai lu en deux volumes (1998), avec pour traducteur Valena Magitoubyac.
Un second arc entamé en 2011 fait directement suite au premier. Le premier tome est sorti le 16 août 2011 puis a été traduit en français et a paru le 18 mai 2012 en France, toujours aux éditions Bragelonne. Ce livre est cependant considéré comme le douzième tome du cycle de L'Épée de vérité dans sa traduction française (il est en effet indiqué comme tel sur la couverture). Un second est paru en 2013, un troisième en 2014 et un quatrième en 2015.
L'auteur a depuis 2017 entamé une nouvelle série faisant suite à L'Épée de vérité, centrée toutefois sur le personnage de Nicci.

## Cycle

### Premier arc
- Dette d'os, Bragelonne, 2008 ((en) Debt of Bones, Victor Gollancz Ltd, 1998)Préquelle à la série, préalablement traduite en 2001 et publiée dans le recueil Légendes aux éditions J'ai lu

1. La Première Leçon du sorcier, Bragelonne, 2003 ((en) Wizard's First Rule, Tor Books, 1994)Paru préalablement chez J'ai lu en deux tomes en 1998. Réédité par Milady en 2015
2. La Pierre des larmes, Bragelonne, 2003 ((en) Stone of Tears, Tor Books, 1995)Réédité par Milady en 2015
3. Le Sang de la déchirure, Bragelonne, 2004 ((en) Blood of the Fold, Tor Books, 1996)Réédité par Milady en 2015
4. Le Temple des vents, Bragelonne, 2005 ((en) Temple of the Winds, Tor Books, 1997)
5. L'Âme du feu, Bragelonne, 2006 ((en) Soul of the Fire, Tor Books, 1999)
6. La Foi des réprouvés, Bragelonne, 2007 ((en) Faith of the Fallen, Tor Books, 2000)
7. Les Piliers de la création, Bragelonne, 2007 ((en) The Pillars of Creation, Tor Books, 2001)
8. L'Empire des vaincus, Bragelonne, 2008 ((en) Naked Empire, Tor Books, 2003)
9. La Chaîne de flammes, Bragelonne, 2009 ((en) Chainfire, Tor Books, 2005)
10. Le Fantôme du souvenir, Bragelonne, 2010 ((en) Phantom, Tor Books, 2006)
11. L'Ombre d'une inquisitrice, Bragelonne, 2011 ((en) Confessor, Tor Books, 2007)

### Second arc
- La Première Inquisitrice : La Légende de Magda Searus, Bragelonne, 2013 ((en) The First Confessor: The Legend of Magda Searus, 2012)Préquelle au second arc

1. La Machine à présages, Bragelonne, 2012 ((en) The Omen Machine, Tor Books, 2011)
2. Le Troisième Royaume, Bragelonne, 2013 ((en) The Third Kingdom, Tor Books, 2013)
3. Le Crépuscule des prophéties, Bragelonne, 2014 ((en) Severed Souls, Tor Books, 2014)
4. Le Cœur de la guerre, Bragelonne, 2015 ((en) Warheart, Tor Books, 2015)

## Histoire
Richard Cypher est un modeste garde forestier ordinaire qui vit en Terre d'Ouest. Pour lui comme pour tous les autres habitants de cette région, le monde s'arrête à la Frontière, barrière infranchissable et terrifiante. Mais un jour, son chemin croise celui d'une étrange femme traquée du nom de Kalhan, se prétendant originaire des Contrées du Milieu, de l'autre côté de la Frontière. En lui sauvant la vie, il s'implique sans le vouloir dans une histoire qui le dépasse : la Frontière s'affaiblit et le Seigneur de D'Hara veut profiter de cette occasion pour conquérir les Contrées du Milieu et soumettre le monde. Avec l'aide de Kahlan et du Sorcier de Premier Ordre Zeddicus Zul' Zorander (qu'il connaissait depuis toujours comme un vieil original plein de bonté et de ressources), qui s'était exilé en Terre d'Ouest des années auparavant, Richard, nommé Sourcier de Vérité, va devoir se lancer dans une quête dont dépendra le sort de l'humanité, brandissant au poing l'Épée de Vérité, arme magique et puissante, symbole de son statut.

## Les leçons du sorcier
Chaque tome du cycle énonce une règle (de l'anglais rule, traduit leçon). Chacune de ces règles possède une dimension philosophique directement issue de l'objectivisme d'Ayn Rand.
Voici les règles énoncées dans le cycle :
1. Les gens ont tendance à tenir pour vrai ce qu'ils souhaitent être la vérité ou ce qu'ils redoutent être la vérité. Zedd dit "les gens refusent d'admettre ce qu'ils redoutent ou alors, ils placent une foi aveugle en ce fait."
2. Les pires maux découlent des meilleures intentions. On retrouve ici le proverbe : « L'enfer est pavé de bonnes intentions ». La règle trouve son application de trois manières différentes : l'utilisation de la Première leçon du sorcier contre Darken Rahl qui permit à la Pierre des Larmes de se retrouver dans le monde des vivants, l'enlèvement de Richard par les Sœurs de la Lumière, la destruction des tours de la perdition entre le Nouveau et l'Ancien Monde.
3. La passion domine la raison. La règle est un avertissement, un garde-fou : la passion fanatise et rend aveugle à tout raisonnement.
4. Absoudre, c'est donner aux autres. Mais aussi recevoir d'eux plus que ce qu'on leur a offert. (page 365) Richard découvre cette règle dans le Temple des Vents. Elle lui permettra de revenir dans le monde des vivants. La règle est énoncée par le sorcier tué par Shota. On la retrouve aussi dans la préquelle Dette d'Os : Zedd retrouve sa fille vivante alors qu'il souhaitait juste au départ sauver celle d'Abby.
5. Rappelle-toi ce que les gens font, et pas seulement ce qu'ils disent, car les actes trahiront un mensonge. La règle illustre la propagande abusive de la philosophie de l'Ordre.
6. Le seul souverain dont on doit accepter le joug est la raison. Une règle qui permettra à Richard d'endurer son séjour forcé en Altur Rang.
7. La vie est le futur, pas le passé. Énoncée par Richard à l'attention de sa demi-sœur, elle indique que les actes d'un parent ne doivent pas être préjudiciables à ses descendants.
8. Mérite la victoire. On retrouve ici le proverbe : « À vaincre sans péril, on triomphe sans gloire ». Richard donnera ainsi une véritable victoire au peuple des vaincus. Il dit aussi qu'il faut croire en soi, en ce qu'on accomplit et que c'est légitime. [interprétation personnelle] Le passage qui explique ces propos se trouve p. 636 et au-delà, quand il dit qu'il peut manger de la viande et expose pourquoi.
9. Une contradiction ne peut exister, ni en partie, ni en entier. L'existence même de Kahlan demeure certaine pour Richard grâce à cette règle. Énoncé par Zedd lorsque Richard creuse la tombe de Kahlan et découvre un cadavre.
10. S'écarter volontairement de la vérité c'est se trahir soi-même. Pour Richard, la recherche de la vérité est un gage de foi et de confiance en soi qu'il lui faut préserver.
11. La dernière règle n'est pas une règle écrite, contrairement aux précédentes. La leçon n'est pas écrite, la méthode pour trouver la bonne boite d'Orden n'est pas écrite. Le lien est évident et incontestable. En bref, la leçon rappelle qu'il ne faut pas tout révéler à tout le monde. Dans le tome 11, voici la leçon du sorcier qui ressort : Le premier de tous les choix, c'est celui de penser par soi-même ou celui d'être un mouton qui se laisse dicter par les autres, ses idées et ses actes. Pour limiter les risques de se tromper, il convient avant tout de penser de manière rationnelle. Se réfugier dans le mysticisme, en revanche, c'est s'immerger dans l'illusion du savoir et de la sagesse. Toute philosophie qui néglige la raison nie la réalité et se dresse donc contre la vie.[Interprétation personnelle ?]

Dans le second arc de la série, il est aussi possible de trouver ce genre de règles, bien qu'elles ne semblent plus faire directement partie des leçons du sorcier :
1. On peut toujours détruire celui qui dit la vérité, mais pas la vérité elle-même : réponse de la Machine à présages quand Richard tente de la détruire.
2. Il y a toujours eu des gens qui haïssent, et il y en aura toujours : explication de Zedd pour convaincre Richard d'aller vivre sa vie.
3. Dans ce monde, tout doit mourir un jour. Sur ce point nous n'avons pas le choix. En revanche, notre façon de vivre dépend de nous : leçon donnée par Richard à Regula pour répondre à la question de la machine : « Vais-je mourir ? »

## Les personnages de la saga
Dans le cycle de L'Épée de vérité, on rencontre uniquement des humains (pas d'elfe ni de nain ; bien qu'il existe des sorciers, des magiciens, des prophètes ou encore des inquisitrices) et des monstres en tout genre.
Il existe aussi un peuple ayant pour caractéristique de n'avoir aucune étincelle de magie, ce qui veut dire que la magie n'existe pas pour eux (aucun sort ne peut les atteindre, c'est comme s'ils étaient aveugles à la magie).

### Liste des personnages
| Richard Cypher (Rahl)          | sourcier de vérité, premier Sorcier de guerre depuis plusieurs millénaires, Seigneur de D'Hara, Messager de la mort (fuer grissa ost drauka en haut d'haran), Caharin, Époux de la Mère Inquisitrice et seul fils de Darken Rahl à posséder les deux facettes du don, à savoir la magie soustractive et la magie additive.                                                                                   |
| Kahlan Amnell                  | Mère Inquisitrice, sœur d'Agiel de Cara, reine de Kelton et reine de Galea lorsque sa demi-sœur tombe malade et femme de Richard. Détentrice du Kundar, aussi appelé rage de sang. Dernière inquisitrice encore en vie après le génocide perpétré par Darken Rahl contre son ordre, elle perd la mémoire lorsque les Sœurs de l'Obscurité déclenchent la chaîne de flammes afin de voler les boites d'Orden. |
| Cara                           | Mord-Sith, garde du corps et amie de Richard et Kahlan et épouse de Benjamin Meiffert. |
| Zeddicus Zul'Zorander          | Sorcier du Premier Ordre et grand-père maternel de Richard. Plus communément appelé Zedd. |
| Adie                           | magicienne et dame des ossements. Étant aveugle, seul son don lui permet de voir. |
| Warren                         | Prophète et sorcier, époux de Verna. |
| Verna                          | Dame Abbesse par intérim, femme de Warren. |
| Dame Abbesse Annalina Aldurren | Dame Abbesse pendant des centaines d'années aux palais des prophètes. Elle se fait passer pour morte et désigne Verna comme nouvelle Dame Abbesse. |
| Jagang                         | Empereur de L'Ancien Monde et de l'Ordre Impérial. C'est aussi le dernier de « ceux qui marchent dans les rêves » et sa principale caractéristique est de posséder des yeux entièrement dépourvus de blanc. Nicci lui octroya le nom de « Jagang le juste » permettant la reddition plus rapide des cités du nouveau monde.                                                                                  |
| Darken Rahl                    | Ancien seigneur de D'Hara, père de Richard Rahl et tué par ce dernier lors de l'ouverture des boites d'Orden. |
| Panis Rahl                     | Ancien seigneur de D'Hara, père de Darken Rahl et tué par Zedd. |
| Nathan Rahl                    | Prophète millénaire, ancêtre de Richard Rahl. Il fut emprisonné injustement pendant des siècles contre son gré et par mesure préventive par la Dame Abbesse Annalina Aldurren |
| Drefan Rahl                    | Fils de Darken Rahl et demi-frère de Richard Rahl ; se fait passer pour le chef de la secte des Raug'mauss (de l'ancien d'haran). Psychopathe qui se fait tuer par la sliph. |
| Jennsen Rahl                   | Fille de Darken Rahl et demi-sœur de Richard Rahl ; elle est un « trou dans le monde » (ou « pilier de la création »), épouse de Tom et fonde le monde sans magie lors de la séparation des mondes. |
| Oba Rahl                       | Fils de Darken Rahl et demi-frère de Richard Rahl ; il est un « trou dans le monde » (ou « pilier de la création »). |
| Dell Brandstone (Chase)        | Ami de Richard et père adoptif de Rachel, chef des garde-frontière. |
| Benjamin Meiffert              | Général et commandant de l'armée de D'Hara, époux de Cara. |
| Tom                            | Vigneron et Garde d'élite de Richard Rahl, époux de Jennsen. |
| Nicci                          | Ancienne Sœur de la Lumière, maintenant Sœur de l'Obscurité et magicienne. Elle abandonne l'Ordre Impérial et revient vers la Lumière grâce à Richard. Elle en est amoureuse. |
| Denna                          | Mord Sith, qui a « dressé » Richard dans le premier tome, dont le souvenir le hantera à travers tous les livres. |
| Shota                          | Voyante vivant dans l'Allonge d'Agaden. |
| Six                            | Voyante venant de l'Ancien Monde et tuée par Shota. |
| Le frère Narev                 | Guide spirituel de l'Ordre Impérial tué par Richard. |

### Les créatures magiques
Différents monstres, tous plus dangereux les uns que les autres, peuplent les contrées du Nouveau Monde. Mais il existe aussi une multitude d'espèces animales (et même végétales) intelligentes, douées de magie et inoffensives.
Chiens à cœursorte de chiens-loups, mais bien plus puissants que les deux espèces réunies. Aussi grands que des chevaux, leurs mâchoires peuvent arracher un bras. Ils sont nommés ainsi car ils repèrent leurs proies grâce aux battements de leur cœur et raffolent du cœur de leurs victimes. À l'époque de la frontière, ils en peuplaient essentiellement les abords. Ils ne supportent pas l'eau et ont plusieurs fois dû abandonner la poursuite de Richard et de ses compagnons pour cette raison (traduit également par « molosse de cœur »).
Dragon rougecréatures indépendantes possédant une conscience propre. Dans L'Épée de vérité, les dragons rouges sont les plus dangereux de leur catégorie. Ils sont doués d'intelligence. Richard a réussi à devenir l'ami d'une femelle, Écarlate, et à s'en faire une alliée ; il s'agit cependant d'une exception. Le fils d'Écarlate, Gregory, l'aidera dans sa tâche de sauver le monde magique.
Flamme-nuitpetite créature vouée au bien, les flamme-nuit ressemblent à une flamme. L'une d'elles (Shar) aide Kahlan à traverser la frontière entre les Contrées du Milieu et Terre d'Ouest. Une flamme-nuit est un être qui se présente sous la forme d'une lueur flottant dans l'air, qu'on ne peut voir durant la journée. Elle a une couleur argentée qui éclaire ce qui l'entoure, s'adoucissant lorsqu'elle s'immobilise. Elles ne peuvent pas vivre loin de leurs semblables, mais peuvent être transportées dans une fiole, ce qui leur permet de survivre un peu plus longtemps, et d'aider quelqu'un assez loin de leur lieu de vie.
Garnsprédateurs ailés munis de crocs acérés et de griffes tranchantes. Ils ont des bras puissants et sont couverts de fourrure sauf sur le poitrail où ils se barbouillent de sang pour leurs mouches. Deux races de garns existent : ceux à queue longue, à l'intelligence très limitée, et ceux à queue courte, plus redoutables encore, car ils possèdent une capacité de réflexion surprenante. Pour chasser, les garns utilisent des mouches particulières, les mouches à sang : liées à eux, elles rabattent le gibier en le piquant douloureusement, l'obligeant à dévoiler sa cachette. Les garns à queue courte comptent régulièrement leurs mouches, afin de savoir si un gibier à proximité a tué une des mouches pour ne pas être repéré. 
 Les garns ont été créés (comme les inquisitrices) par les ancêtres de Richard (les sorciers Rahl) pour lutter contre les Mriswiths. 
D'ailleurs, un garn à queue courte nommé Gratch est un ami fidèle de Richard, depuis que ce dernier l'a recueilli et élevé après avoir tué sa mère dans un geste d'auto-défense (traduit également par Graz).
Grinceurscréatures du royaume des morts au corps squelettique recouvert d’une peau en partie décomposée de couleur noire. Elles se définissent par un rire perçant, à l'origine de leur appellation. Elles possèdent des yeux noirs reflétant la lumière. Insensibles à la douleur et à la magie additive, elles ne craignent pas le feu, et sont également très rapides. Elles possèdent de longues griffes ainsi que des crocs acérés. Elles repèrent leurs proies à leur immobilité ou à leur fuite (course), la marche de celles-ci les perturbant. Le seul moyen de les vaincre est de les mettre en pièces. Elles sont uniquement présentes dans le tome 2.
Mriswithsautrefois des sorciers de guerre, ils ont échangé leur don contre l'invisibilité et la célérité. Ils sont capables de se fondre dans le décor grâce à leur cape. Ils ont la tête couverte de peau et le reste du corps couvert d'écailles. Leur bouche est garnie de dents effilées. Ils ont pour armes deux Yabree attachés à leurs poignets, sorte de griffes à trois lames qu'ils utilisent pour éventrer leurs ennemis.
Ombresce sont des créatures habitant le royaume des morts et donc dans les frontières. Elles peuvent être invoquées dans le monde réel (par exemple avec la pierre de nuit) et sont immatérielles. Un simple contact avec une ombre est mortel.
Skrinscréatures du royaume des morts, chargées de maintenir l'équilibre entre le royaume des morts et celui des vivants en protégeant le voile. Elles sont extrêmement résistantes et très puissantes. A priori, aucun être humain n'est en mesure de lutter contre de semblables êtres.
Sliphcréature créée par les sorciers du Nouveau Monde lors des Grandes Guerres qui les opposaient à l'Ancien Monde, conçue spécialement pour voyager entre différents points fixes. Elle ne peut être réveillée que par un sorcier de guerre (en l'occurrence Richard) et permet à tous ceux qui possèdent les deux variantes de magie (additive et soustractive) de voyager par son intermédiaire.

### Les personnages humains doués de magie
- Les Sorciers étaient la principale et la plus puissante classe de magiciens dans l'ancien temps, mais la guerre et le temps diminua leur nombre passant de centaines de sorciers à quelques-uns au moment de l'histoire, dont Zedd, Richard Rahl, Darken Rahl... 
 Un haut lieu des sorciers est la Forteresse des Sorciers située en Aydindril. Dans le nouveau monde, les Sorciers sont gérés par le Premier Sorcier. Il existe plusieurs sortes de sorciers, selon s'ils maîtrisent les magies additive ou/et soustractive, qu'ils soient Sorcier de Guerre ou prophètes...
- Les Prophètes sont des sorciers ayant des visions. Ces dernières indiquent l'avenir possible et leur permettent d'influer pour le changer. Nathan Rahl et Warren sont deux prophètes. Ils ont vécu leur « jeunesse » dans le Palais des Prophètes. Les prophètes peuvent également avoir de puissants pouvoirs (Nathan Rahl par exemple).
- Les magiciennes sont le pendant féminin des sorciers et sont moins puissantes que ceux-ci. 
 Adie en est une particulièrement puissante, tout comme Verna, Nicci ou Annalina.
- Les magiciens sont des hommes doués de magie, ils peuvent imiter tous les dons de magie même la magie soustractive, ils sont tout aussi rares que Ceux qui marchent dans les rêves et que les sorciers de guerre. 
 Le frère Narev en était un (le mentor de Jagang).
- Les Voyantes sont des femmes dont la nature première est d'ensorceler leur entourage. Celles-ci ont pour caractéristique principale de voir le flot du temps, qu'il soit passé ou futur, apportant de précieuses indications dans la quête de Richard. 
 Leur pouvoir ne se limite cependant pas à cela, et dépend beaucoup de la voyante. Elles peuvent retourner aisément les sortilèges d'un sorcier contre celui-ci. La limite de leur puissance est à ce jour inconnue, sinon qu'elles peuvent traiter d'égale à égal avec un sorcier vénérant le Gardien, et donc maitrisant la magie soustractive.
 Shota, Six et Red en sont les représentantes dans la série.
- Les Sœurs de la Lumière sont des magiciennes de l'Ancien Monde, disposant du don de la magie additive, résidant au Palais des Prophètes dans la ville de Tanimura. Au Palais, leur vie s'allonge de plusieurs siècles grâce à un sortilège dont le but est de donner le temps nécessaire aux Sœurs de la Lumière afin d'apprendre aux sorciers à se servir de leur don. Elles sont dévouées au service du Créateur. Dirigées par la Dame Abesse, qui dirige le Palais et les activités des Sœurs dans le monde aussi bien que les affaires et les dépenses, elles se sont octroyées la mission sacrée de former les possesseurs du don que les sorciers refusent de former (pour ne pas risquer de former un ennemi). Elles emploient des Rada'Han, des colliers magiques permettant de contrôler le don de leurs apprentis, leur permettant leur administrer des punitions et leur apprendre la discipline, car la magie d'un jeune sorcier est trop puissante pour être régulée par une simple magicienne, elle cause des maux de têtes entraînant jusqu'à la mort sauf si le disciple porte un Rada'Han, qui va réguler leurs pouvoirs, ou s'ils sont formés par un sorciers qui calmera lui-même la magie de l'enfant. Les Sœurs de la Lumière utilisent aussi une arme appelée le dakra, possédant de puissants pouvoirs magiques. 
 Richard Rahl fut emmené au Palais par les Sœurs de la Lumière dans La Pierre des larmes où il apprit à contrôler son Han, mais en fait, il fut emmené au Palais pour démasquer les Sœurs de l'Obscurité.
- Les Sœurs de l'Obscurité sont des Sœurs de la Lumière passées du côté du Gardien en échange de certains avantages, généralement la promesse de l'éternité et l'accès à la facette soustractive du don. Extrêmement puissantes, elles possèdent leur don originel (et parfois celui de sorciers à qui elles ont volé le don à l'aide d'un artefact appelé Quillion et en les écorchant vif). En se dévouant à la cause du Gardien, celui-ci leur a de plus octroyé la vocation pour la magie soustractive. 
 Elles vivent avec les Sœurs de la Lumière légitimes dans le Palais des Prophètes et se cachent parmi elles. Il est difficile de démasquer une Sœur de l'Obscurité comme le découvrit la Sœur puis Dame Abesse Verna et sa prédécesseur(e) Annalina. 
 Elles contrôlent les deux facettes de la magie, additive et soustractive, et sont aussi puissantes voire plus que certains sorciers. Seule la facette positive est leur dès la naissance, comme tout détenteur du don depuis trois millénaires, mais elles utilisent un artefact ancien et secret pour moyen de voler la magie d'un ou plusieurs sorciers en les écorchant vifs. Nicci explique dans le tome 9 (?) que le pouvoir ainsi volé sert de tunnel à travers le voile, séparation entre le monde des vivant et le royaume de morts, pour permettre à la magie soustractive de couler au travers et de rejoindre le nouveau détenteur. 
 Lors de son séjour au palais, Richard Rahl démasqua un petit nombre d'entre elles qui seront contraintes de s'enfuir (tome 2) mais réapparaissent plus tard dans le récit.
- Les Inquisitrices (Confesseurs) sont des femmes dotées du pouvoir de détruire l'âme d'une personne par le pouvoir de l'amour. La victime devient alors son esclave, obéissant à tous les ordres. Elles sont dirigées par la Mère Inquisitrice qui s'occupe aussi de la coordination diplomatique des Contrées du Milieu. 
 Créées à l'origine comme des armes pour discerner la vérité par les Sorciers de l'ancien temps, leur pouvoir ne peut être neutralisé ou annulé. Le pouvoir des Inquisitrices est limité par un temps de repos pour recharger celui-ci (sauf quand elles entrent dans la folie de la Rage de Sang, le Kun Dar). 
 Malheureusement, les fils des Inquisitrices sont incapables d'user de leur pouvoir avec mesure (celui-ci se rechargeant instantanément), poussés par leur désir de domination, et doivent être éliminés dès la naissance. Ils n'hésitent pas à soumettre les femmes à leur volonté pour profiter d'elles à loisir, donnant vie à des fils servant là même logique. 
 Au début de l'histoire, Kahlan est la dernière Inquisitrice vivante.
- Les Sourciers de vérité sont des hommes (ou des femmes) qui détiennent l'Épée de vérité mais surtout nommé par le Premier Sorcier pour leur capacité à chercher la Vérité (d'où la traduction de Chercheur [Seeker en anglais] de Vérité dans la première version française du tome 1)).
- Ceux qui marchent dans les rêves ont été créés comme des armes vivantes durant l'Antique Guerre par de puissants sorciers pour lutter contre leurs opposants dotés de pouvoirs magiques. Ils sont des descendants du peuple de Caska, à l'origine des Lanceurs de Rêves, capturés par les sorciers de l'Ancien Monde. Ils ont le pouvoir de rentrer dans les esprits durant les instants qui séparent deux pensées, y compris chez les êtres dotés de pouvoirs magiques, ce qui en fait de redoutables armes. Quand ils entrent dans l'esprit de quelqu'un, ils en font un pantin et peuvent leur infliger ce qu'ils veulent. 
 Pour lutter contre ces armes vivantes, un sorcier du nom d'Alric Rahl créa le « lien », qui unit quiconque jure allégeance au seigneur Rahl officiel et protège de l'intrusion de ceux qui marchent dans les rêves. 
 Jagang est, au moment de l'histoire, le marcheur de rêve dont la magie a été transmise par la trahison de Lothain.
- Les Chapardeurs sont des armes humaines créées à partir d'un sorcier, leurs principale caractéristique est de pouvoir voler l'âme d'autrui. Ils sont particulièrement létaux, bien que leur rapidité d'exécution soit inférieure à celle d'un Marcheur de Rêve. Le seul avantage pour le reste du monde est que ceux-ci sont stériles. Nicholas en est le seul représentant à cette époque car ils ne peuvent pas se reproduire.
- Les Mord'Sith sont les gardes du corps attitrées du Seigneur Rahl. Elles peuvent s'emparer d'un magicien ou d'un sorcier si celui-ci emploie son pouvoir contre elles, elles retournent alors sa magie contre son expéditeur pour l'enchaîner en esclavage. Elles disposent d'un Agiel, outil magique destiné à procurer de la douleur (équivalente au feu de sorcier) et éventuellement à tuer. Elles ont également le pouvoir de redonner vie par le souffle de vie.
 Cara, Denna et bien d'autres appartiennent à cette caste militaire dont la magie ne peut s'exprimer sans lien avec le Seigneur Rahl.
- Les Hommes d'Adobe bénéficient du pouvoir d'invoquer les esprits des morts, comme d'autres peuples « sauvages » des Contrées du Milieu.
- Les Baka Ban Mana, renommés plus tard Baka Tau Mana une fois qu'ils trouvent leur maître, ont le pouvoir mineur mais utile de neutraliser tous les sorts qui sont lancés sur eux. Ils vénèrent le Caharin qui doit venir pour libérer leur peuple. Celui-ci n'est autre que Richard Rahl, qui devient alors leur maître. Les guerriers de ce peuple fier sont des experts dans l'art du maniement de l'épée et de la lance, à un niveau équivalent aux chasseurs d'hommes du peuple d'Adobe.
- Les Pythies silence sont des magiciennes dont on a cousu la bouche avec un lien de cuir. Elles sont liées au royaume des morts ou du gardien, pour les tuer il faut couper leur lien de cuir puis elles poussent un cri inhumain qui donne la mort à ceux qui l'entendent.
- Les Demi-humains sont physiquement semblables aux humains mais sont dépourvus d'âme. Ils sont en quête d'âmes et dévorent proprement les humains qui en sont dotés après les avoir repéré. Leur intelligence semble limitée et ils attaquent toujours violemment au mépris de leur propre vie seuls ou en meute. Ce sont des résidents du troisième royaume et sont loyaux à leur créateur Sulachan.

## Localités fictives de la saga

### Le Nouveau Monde
Terre d'Ouest
Terre d'Ouest, dont la capitale est Hartland, se situe à l'ouest de la Contrée du milieu et la magie y est interdite. Lieu où Richard a vécu toute son enfance auprès de son père adoptif George Cypher.
- Hartland
- Havre Du Sud

Contrées du Milieu
Terres se trouvant entre terre d'ouest, d'Hara et l'Ancien Monde.  Elles sont composées d'une multitude de royaumes, duchés et pays. Elles sont régies par des lois et règles très particulières, telles que la réglementation de la longueur des cheveux des femmes selon leur rang social
- Allonge d'Agaden
- Allonge du Pendisan
- Anderith
  - Fairfield
  - Westbrook
- Aydindril. la Forteresse des sorciers est basée en hauteur d'Aydindril et est le fief du Premier sorcier Zeddicus Zul'Zorander.
- Galea
  - Ebinissia
- Brennidon
- Herjborgue
- Jara
  - Sandilar
- Kelton
  - Winstead
  - Penverro
- Lifany
- Mardovia
  - Renwold
- Nicobarese
- Pays Sauvage
- Pickton
- Sanderia
- Tamarang
- Togressa

D'Hara
D'Hara est la contrée située la plus à l'est. Sa capitale est le Palais du peuple où siège le seigneur Rahl, entouré de Mord-Siths. 
D'Hara est depuis de nombreuses générations dirigée par la maison Rahl. Situé dans le Nouveau monde, à l'Est des Contrées du milieu, le pays d'Haran est protégé par une grande chaîne de montagnes. 
- Le Palais du Peuple
- Caska
- Le Profond Néant
- La province de Fajin
  - Les terres noires
  - Saavedra
  - Stroyza
  - La haute muraille (Le mur du nord)

### L'Ancien Monde
- Tanimura

Tanimura est une ville de l'Ancien monde située au bord de l'océan, et dont les bâtiments sont disposés avec beaucoup de rigueur. La cité est séparée en deux par le fleuve Kern, la partie la plus au sud étant la plus grande. Au cœur de la ville, sur l'île Kollet, est bâti le Palais des prophètes. 
- - Palais des Prophètes
- Altur'Rang
- Piliers de la création
- Empire de Bandakar
- Cavatura

## L'épée de vérité
La saga tire son nom de l'arme du même nom. Il s'agit d'une arme magique, portée par un Sourcier de vérité et remise à ce dernier par le premier sorcier.
Il existe une grande différence entre un Sourcier classique, qui a trouvé l'épée, ou l'a volée, et un authentique Sourcier, à qui un sorcier a remis l'arme : l'authentique Sourcier est capable d'utiliser son pouvoir indépendamment de l'arme, cela le rend bien plus redoutable que quiconque. Le sorcier ne fait que trouver le Sourcier, il n'en fait pas un Sourcier en lui remettant l'arme.
Sur la garde de l'épée est incrusté le mot vérité en fil d'or. Les esprits des anciens Sourciers peuvent intervenir à travers l'arme lorsque celle-ci est portée par l'actuel Sourcier, afin de l'aider en diverses tâches, principalement pour combattre. Le détenteur de l'épée est le gardien de la Vérité : il ne peut utiliser son arme que s'il est convaincu d'agir pour le mieux. Dans le cas contraire, ses coups n'atteindront jamais leur but. Cette vérité est cependant toute relative, laissée au jugement du Sourcier ; c'est pourquoi la légitimité de ce dernier est capitale.
Cette arme est très dangereuse, aussi bien pour son porteur que pour son adversaire, car elle augmente la fureur et la rage de son propriétaire. D'autre part, lorsque celui-ci donne la mort en l'utilisant, il ressent une grande souffrance. La colère, cependant, atténue la douleur, et doit donc être entretenue. Lorsque le Sourcier tue à l'aide de l'épée pour la première fois, cependant, la souffrance l'envahit jusqu'à ce qu'il apprenne à l'accepter, se montrant ainsi digne de ce pouvoir. Le Sourcier peut apprendre à faire virer la lame au blanc, en accordant un pardon absolu à la personne qu'il s'apprête à tuer. À ce prix seulement, la souffrance lui est épargnée, et l'arme pourra être utilisée même pour une action discutable.

## Legend of the Seeker: L'Épée de vérité
Sam Raimi a adapté le premier tome La Première Leçon du sorcier en série télévisée, portant le titre anglais Legend of the Seeker. Cette première saison est composée de 22 épisodes de quarante-deux minutes chacun.
Raimi a signé avec l'auteur en juillet 2006, le tournage a débuté en juin en Nouvelle-Zélande, pour une durée de 36 semaines.
La première diffusion aux États-Unis a eu lieu le 1er novembre 2008.
La série télé a été renommée Legend of the Seeker, soit « La Légende du sourcier » en français.
L'adaptation de la série issue du livre L'Épée de Vérité n'est pas très fidèle ; on constate beaucoup de divergences ce qui expliquerait ce renommage.
Pour le casting:
- Richard Rahl : Craig Horner
- Kahlan : Bridget Regan
- Chase (Dell Brandstone) : Jay Laga'aia
- Darken Rahl : Craig Parker
- Zeddicus Zul'Zorander : Bruce Spence
- Cara : Tabrett Bethell
- Michael Cypher : David de Lautour
- Dennim Nass : Jason Fitch
- Producteurs exécutifs : Sam Raimi, John Shiban, Kenneth Biller.
- Réalisateurs : un réalisateur néo-zélandais différent par épisode.
- Distribution : Disney-ABC Domestic Television
- Production : ABC Studios
- Scénario : Kay Reindl
- Superviseur : Mike Sussman
- Musique : Joseph LoDuca[6]
- Équipe de maquillage : Vinnie Smith[7]

Voir aussi la Liste des épisodes de Legend of the Seeker.

## Publications
| Ordre de parution | Ordre chronologique | Titre                                                 | Date de parution (en)   | Série                   |
| ----------------- | ------------------- | ----------------------------------------------------- | ----------------------- | ----------------------- |
| 1                 | 3                   | La Première leçon du sorcier                          | 1994-08-15              | Épée de vérité          |
| 2                 | 4                   | La Pierre des larmes                                  | 1995-09-15              | Épée de vérité          |
| 3                 | 5                   | Le Sang de la déchirure                               | 1996-10-15              | Épée de vérité          |
| 4                 | 6                   | Le Temple des vents                                   | 1997-09-15              | Épée de vérité          |
| 5                 | 2                   | Dette d'os                                            | 1998-08-25              | Préquelle               |
| 6                 | 7                   | L'Âme du feu                                          | 1999-03-15              | Épée de vérité          |
| 7                 | 8                   | La Foi des réprouvés                                  | 2000-08-22              | Épée de vérité          |
| 8                 | 9                   | Les Pilliers de la création                           | 2001-11-20              | Épée de vérité          |
| 9                 | 10                  | L'Empire des vaincus                                  | 2003-07-21              | Épée de vérité          |
| 10                | 11                  | La Chaîne de flammes                                  | 2005-01-04              | Épée de vérité          |
| 11                | 12                  | Le Fantôme du souvenir                                | 2006-07-18              | Épée de vérité          |
| 12                | 13                  | L'Ombre d'une inquisitrice                            | 2007-11-13              | Épée de vérité          |
| 13                | 27                  | La loi des neufs                                      | 2009-08-18              | Suite très lointaine    |
| 14                | 14                  | La Machine à présages                                 | 2011-08-16              | Richard et Kahlan       |
| 15                | 1                   | La Première Inquisitrice : la légende de Magda Searus | 2012-07-02              | Préquelle               |
| 16                | 15                  | Le Troisième royaume                                  | 2013-08-20              | Richard et Kahlan       |
| 17                | 16                  | Les Crépuscule des prophéties                         | 2014-08-12              | Richard et Kahlan       |
| 18                | 17                  | Le Cœur de la guerre                                  | 2015-11-17              | Richard et Kahlan       |
| 19                | 19                  | La Maîtresse de la mort                               | 2017-01-24              | Les Chroniques de Nicci |
| 20                | 20                  | Le Linceul de l'éternité                              | 2018-01-09              | Les Chroniques de Nicci |
| 21                | 21                  | Les Sièges de pierre                                  | 2019-01-01              | Les Chroniques de Nicci |
| 22                | 18                  | Tomes 1-5                                             | 2019-04-04 - 2020-06-30 | Les Enfants de D'Hara   |
| 23                | 22                  | Cœur de glace noire                                   | 2020-01-21              | Les Chroniques de Nicci |